# Buntzecken
Buntzecken (Dermacentor, von altgriech. derma ‚Haut‘ und centeo ‚stechen‘) sind eine Gattung der Zecken mit 35 Arten. Sie spielen als Krankheitsüberträger bei Mensch und Tier eine Rolle. In Europa kommen zwei Arten vor: die Wiesenzecke (Dermacentor reticulatus) und die Schafzecke (Dermacentor marginatus): Die Wiesenzecke hat sich mittlerweile deutschlandweit ausgebreitet, die Schafzecke ist in Südwestdeutschland anzutreffen.
Es handelt sich um relativ große Zecken mit weißen Pigmentierungen im Chitinschild (Scutum). Das Capitulum ist dreieckig mit relativ kurzen Mundwerkzeugen. Augen sind vorhanden. Das erste Coxenpaar trägt Dornen, eventuell auch die anderen. Eine Analplatte ist nicht ausgebildet und die Analgrube ist undeutlich.

## Innere Systematik
Die Gattung enthält folgende Arten:
- Dermacentor abaensis Teng, 1963
- Dermacentor albipictus Packard, 1869
- Dermacentor andersoni Stiles, 1908
- Dermacentor asper Arthur, 1960
- Dermacentor atrosignatus Neumann, 1906
- Dermacentor auratus Supino, 1897
- Dermacentor circumguttatus Neumann, 1897
- Dermacentor compactus Neumann, 1901
- Dermacentor confragus (Schulze, 1933)
- Dermacentor dispar Cooley, 1937
- Dermacentor dissimilis Cooley, 1947
- Dermacentor everestianus Hirst, 1926
- Dermacentor halli McIntosh, 1931
- Dermacentor hunteri Bishopp, 1912
- Dermacentor imitans Warburton, 1933
- Dermacentor latus Cooley, 1937
- Schafzecke (Dermacentor marginatus Sulzer, 1776)
- Dermacentor montanus Filippova & Panova, 1974
- Dermacentor nitens Neumann, 1897
- Dermacentor niveus Neumann, 1897
- Dermacentor nuttalli Olenev, 1928
- Dermacentor occidentalis Marx, 1892
- Dermacentor panamensis Apanaskevich & Bermúdez, 2013[4]
- Dermacentor parumapertus Neumann, 1901
- Dermacentor pavlovskyi Olenev, 1927
- Dermacentor pomerantzevi Serdyukova, 1951
- Dermacentor raskemensis Pomerantsev, 1946
- Wiesenzecke (Dermacentor reticulatus Fabricius, 1794)
- Dermacentor rhinocerinus Denny, 1843
- Dermacentor silvarum Olenev, 1931
- Dermacentor sinicus Schulze, 1932
- Dermacentor steini Schulze, 1933
- Dermacentor taiwanensis Sugimoto, 1935
- Dermacentor ushakovae Filippova & Panova, 1987
- Dermacentor variabilis Say, 1821